# Gibbobruchus divaricatae
Gibbobruchus divaricatae is een keversoort uit de familie bladkevers (Chrysomelidae). De wetenschappelijke naam van de soort werd in 1975 gepubliceerd door Whitehead & Kingsolver.